# ハプログループG (Y染色体)

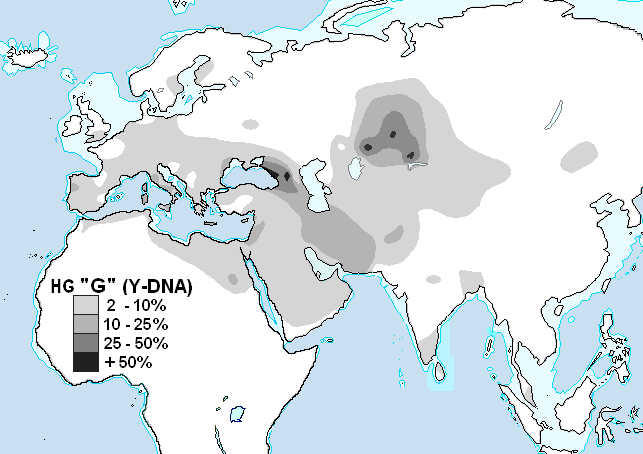
ハプログループGの分布

ハプログループG-M201 (Y染色体)（ハプログループG-M201 (Yせんしょくたい)、英: Haplogroup G-M201 (Y-DNA)）、系統名称ハプログループGとは分子人類学において人類の父系を示すY染色体ハプログループ（型集団）の分類で、ハプログループFの子系統で、L116, L154, L204, L240, L269, L402, L520, L521, L522, L523, L605, L769, L770, L836, L837, M201, P257/U6, Page94/U17, U2, U3, U7, U12, U20, U21, U23, U33によって定義されるグループである。9,500-30,000年前に誕生した。

## 分布
コーカサス地方に多い。ヨーロッパや中東、北アフリカでも低頻度に見られる。

## 歴史
下位系統のハプログループG2aは西アジアで誕生した後、農耕を携えてヨーロッパへ拡散したようである。紀元前5000年～紀元前3000年のヨーロッパの人骨の多くはハプログループG2aである。このことから、新石器時代に中東からヨーロッパに農耕をもたらした非印欧系集団と考えられ、ヨーロッパにおける巨石文化の担い手と考えられる。en:Linear Pottery cultureなど新石器時代の中央～西ヨーロッパの農耕文化の担い手であった。その後、ハプログループR1b (Y染色体)に属す印欧語集団に上書きされ、現在はヨーロッパでは低い頻度でしか見られない。

## アイスマン

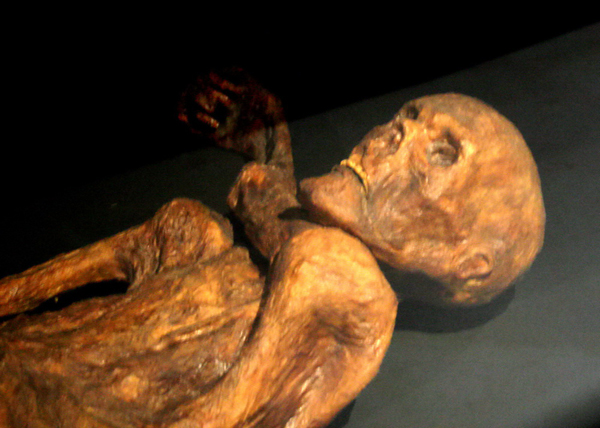
アイスマン

1991年にイタリア・オーストリア国境のエッツ渓谷で発見された約5,300年前の凍結ミイラ・アイスマンのY染色体ハプログループは、G2a2a1b（G-L91）であることが判明した。

## 下位系統
- G (M201/PF2957)
  - G1 (M342)
    - G1a (CTS11562, F1761, F2376, F4297, L76.2/M8964.2)
      - G1a1 (BY1124/GG353/PH1488/Y11746)
        - G1a1a (Z3353)

      - G1a2 (F2885)

    - G1b (L830)
      - G1b1 (Z17874)

  - G2 (P287/PF3140)
    - G2a (P15/PF3112)
      - G2a1 (FGC7535/SK1106/Z6552)
        - G2a1a (FGC595/Z6553)
          - G2a1a1 (FGC693/Z6653)

      - G2a2 (CTS4367/L1259/M3308/PF2970)
        - G2a2a (PF3147)
        - G2a2b (L30/PF3267/S126)

    - G2b (M3115)
      - G2b1 (M377)
      - G2b2 (FGC3022)

ISOGG Y-DNA Haplogroup G and its Subclades tree - 2018.より